# Kända personer med anknytning till Mölndals kommun
Ett urval av kända personer med anknytning till Mölndals kommun återfinns nedan
Se även kategorin Personer med anknytning till Mölndals kommun
| - Annelie Alexandersson, skådespelare - Morgan Alling, skådespelare, manusförfattare och regissör - Per Andersson, komiker, skådespelare och manusförfattare - Rune Andréasson, serietecknare - Arvid Annerås, folkpartistisk politiker - Marita Aronson, folkpartistisk politiker - Emil Baaz, lantbrukare och politiker - Hans Bergfelt, moderat politiker - Thommy Berggren, skådespelare och regissör - Carl Block, före detta biskop - Stig Centerwall, sjökapten, advokat och författare - Nils-Bertil Dahlander, musiker - Nils Dahlbeck, sekreterare i Naturskyddsföreningen, radio- och TV-profil - Marie Demker, statsvetare och samhällsdebattör - Ulf Dohlsten, skådespelare och regissör - Oscar Dronjak, musiker - Niklas Eklund, musiker - Thomas Englund, arbetsrättsexpert - Joakim Ericsson, rektor på The Florence Academy of Art - Mikael Fjelldal, skådespelare - Eleonor de Floer, skådespelare - David Otto Francke, affärsman - Anders Frisk, före detta fotbollsdomare | - Magnus Gustafsson, tennisspelare - Mattias Göransson, journalist och publicist - C. Emil Haeger, industriman - Claes Hake, konstnär - Sven Hultin, rektor, ingenjör och politiker - Hans "Honta" Höglund, friidrott - kulstötning - Ulla Jacobsson, skådespelerska - Erika Johansson, friidrottare - Hilmer "Buss-Johansson" Johansson, grundare av Mölndalsbussarna och politiker - Ronny Jönsson, karaktär spelad av Claes Malmberg - Magnus Kahnberg, ishockeyspelare - Mare Kandre, författare - Emrik Larsson, musiker - Mats Levén, sångare - Jessica Liedberg, skådespelare - Lars Linderot, präst och väckelsepredikant - Klaes Lindström, fotbollsspelare, ishockeyspelare och läkare - Mikael Ljungberg, brottare - Eduard Ludendorff, entreprenör - Richard Lund, skådespelare - Andreas Malm, journalist, författare och aktivist - Hans Mustad, industriman - Anders Möller, musiker - PO Netterblad, konstnär | - Mona Berglund Nilsson, socialdemokratisk politiker - Theodor Nilsson, socialdemokratisk politiker - Åke Nilsson, konstnär - Samuel Norberg, boktryckare - Ragnar Norrby, läkare - Eva Nyström, triathlet och vintertriathlet - Bengt Odlöw, socialdemokratisk politiker - Rune Olson, skådespelare och operasångare - Christian Olsson, friidrottare - Astrid Pettersson, författare - Sylvester Johannis Phrygius, präst och superintendent - Per Planhammar, författare - Anders Prytz, fotbollsspelare - Stig Roth, konsthistoriker - Björn Runge, regissör - Lotta Schelin, fotbollsspelare - Tage Severin, skådespelare och sångare - Maud Sjöqvist, skådespelare - Kenth Skårvik, folkpartistisk politiker - Einar Stenhagen, biokemist - Rikard Uddenberg, journalist, manusförfattare, regissör och radioprofil - Jerker Virdborg, författare - Anders Weidemann, manusförfattare |